# Tetraedar
Tetraedar je geometrijsko tijelo omeđeno četirima trokutima. 
Pravilni tetraedar je tetraedar kojemu su svi trokuti jednakostranični.

## Svojstva pravilnog tetraedra
Oplošje P  pravilnog tetraedra i obujam (volumen) V računaju se po sljedećim matematičkim formulama:
{\displaystyle P=a^{2}{\sqrt {3}}}
{\displaystyle V={\begin{matrix}{1 \over 12}\end{matrix}}{\sqrt {2}}a^{3}}
gdje je a duljina brida tetraedra.